# 江南運転免許試験場
江南運転免許試験場（カンナムうんてんめんきょしけんじょう）はソウル特別市江南区（技能試験場は松坡区）にある道路交通公団の運転免許試験場である。

## 施設概要
炭川の川沿いにあり、技能試験場と本館、別館は炭川で隔てられている。本館（免許更新、学科試験受付など）と別館、第1技能試験場（第一種大型、第一種普通）、第2技能試験場（第一種普通、第二種普通）、特殊試験場（レッカー、トレーラー）がある。

## 学科試験
- PC式
- 手話ビデオ（重度の聴覚障害者対象）

## 技能試験が可能な運転免許の種類

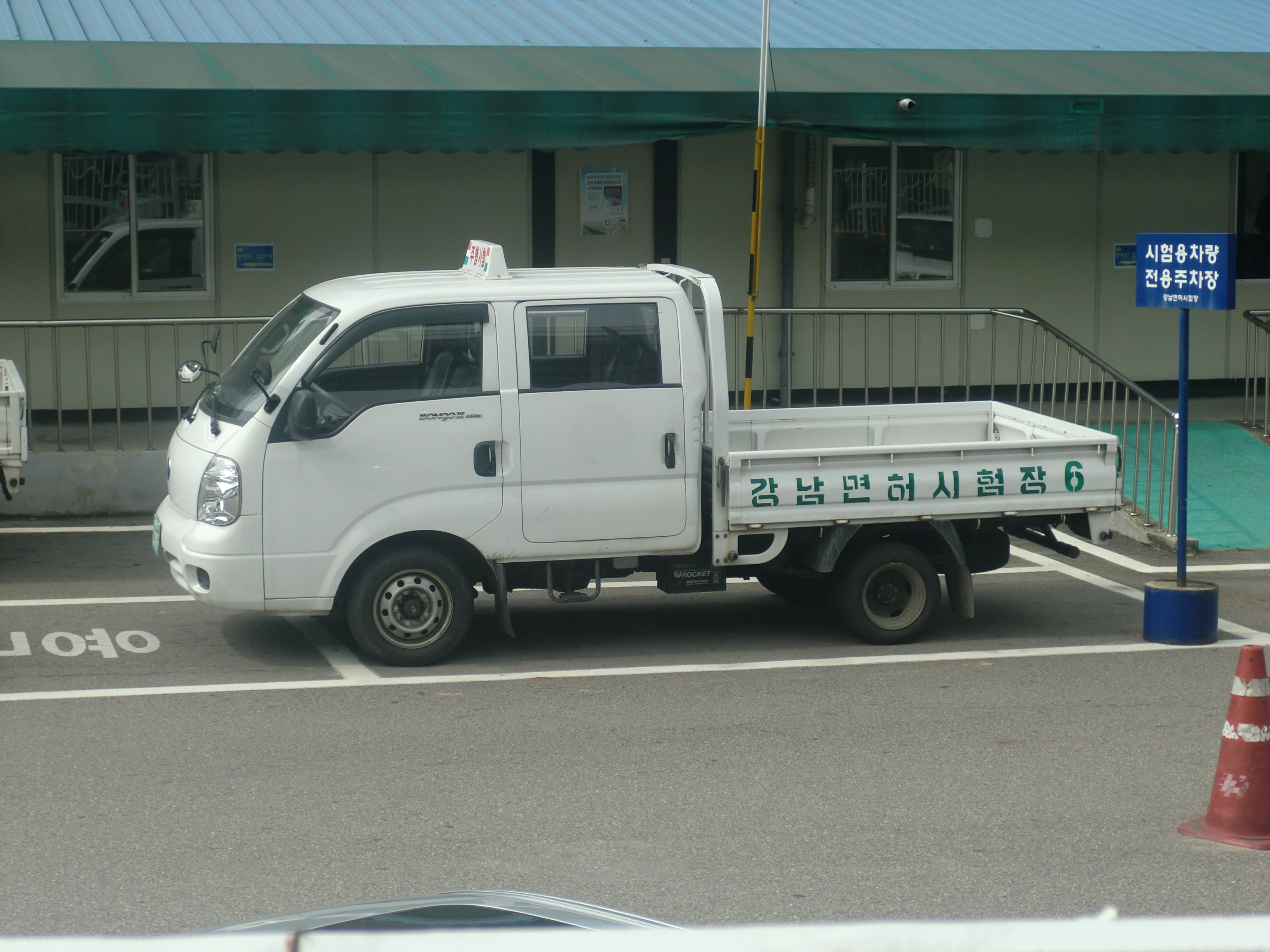
江南運転免許試験場のキア・ボンゴ3 路上試験用

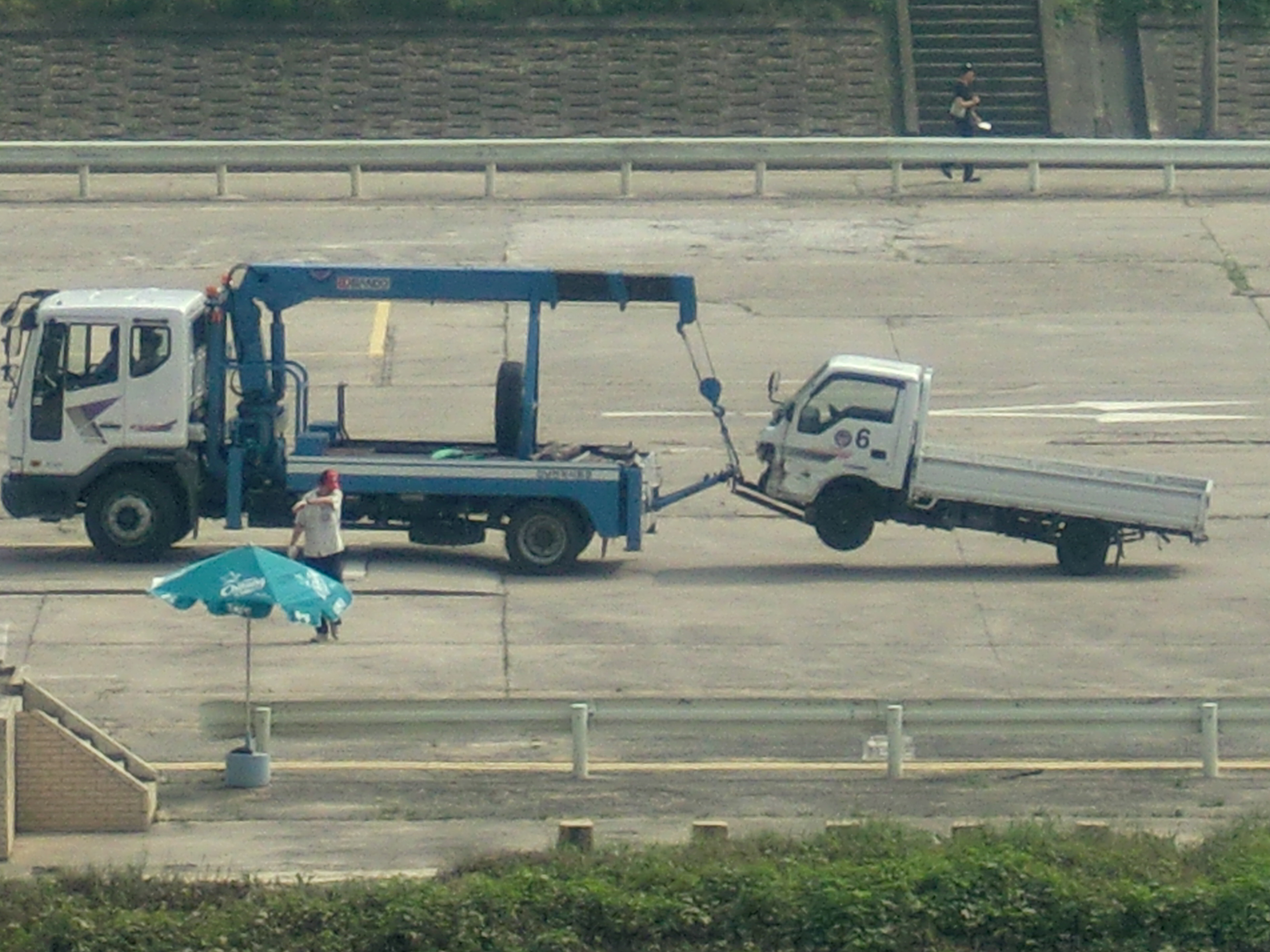
特殊免許(レッカー)の技能試験

各運転免許の詳細については運転免許の区分を参照
- 第一種大型免許
- 第一種普通免許
- 第一種特殊免許（トレーラー）
- 第一種特殊免許（レッカー）
- 第二種普通免許

## 交通アクセス
- ソウル交通公社2号線三成駅1番出口から徒歩5分